# Naum Kramarenco
Naum Kramarenco (Valparaíso, 19 de marzo de 1923 - Santiago, 3 de octubre de 2013) fue un cineasta y publicista chileno.
Kramarenco comenzó a hacer cine en la década de 1940, cuando fue corresponsal para estudios de Hollywood como Paramount Pictures y Fox, haciendo documentales y reportajes.

## Biografía
Nacido en Valparaíso, desde muy temprana edad manifiesta interés por escribir y publica algunos cuentos en diversas revistas. Redactor y crítico de cine de la Revista Ecran y de otros medios. 
En 1944 es contratado por los estudios Chile Films, y trabaja como asistente de dirección con realizadores como Carlos Borcosque, en La amarga verdad, de Carlos Schlieper en La casa está vacía y de Roberto Ribbon en El padre Pitillo. 
En 1945 cuando escribe y realiza El rubí del faraón, su primer cortometraje argumental, al que le siguen más de sesenta documentales, de los más variados temas, como: Patrón y obrero, El gigante invisible, Alas Civiles, La cámara inocente, entre otros. Ese mismo año es contratado por la National Broadcasting Company (NBC), de Nueva York, como corresponsal en el cono Sur del Continente. Durante once años filma reportajes y documentales para la Columbia Pictures, Paramount, 20th Century Fox, el noticiario francés Pathe Journal y BCINA, filial de la BBC de Londres. 
Entre 1959 y 1960, la NBC lo traslada a Perú, donde además de trabajar para los noticiarios de la cadena radial norteamericana, es contratado por la Empresa Lima Films, en la que desempeña diversas labores. Al volver a Chile en 1961, realiza la película Deja que los perros ladren, inspirada en la obra teatral homónima del dramaturgo Sergio Vodanovic, la que recibe el Premio Laurel de Oro de ese año. Tras su renuncia a la NBC, realiza la que sería su película más lograda y exitosa, el “thriller” Regreso al silencio (1966), filmada en Santiago, Valparaíso y Miami, que es un gran éxito de público, permaneciendo en cartelera durante 14 semanas, récord para una película nacional.

## Filmografía
Como director
- El rubí del faraón (1945, documental)
- Patrón y obrero (1945, documental)
- Fiestas Patrias (1945, documental)
- La cámara inocente (1946, documental)
- La aviación civil en Chile (1948, documental)
- Correos y telégrafos (1952, documental)
- Arica, puerto libre (1955, docmuental)
- Tres miradas a la calle (1957, película)
- Deja que los perros ladren (1961, película)
- Regreso al silencio (1967, película)
- Prohibido pisar las nubes (1970, película)

Como productor
- El rubí del faraón
- Patrón y obrero
- Fiestas Patrias
- Correos y telégrafos
- Arica, puerto libre
- Tres miradas a la calle

Como guionista
- El rubí del faraón
- Patrón y obrero
- Correos y telégrafos
- Arica, puerto libre
- Tres miradas a la calle
- Deja que los perros ladren
- Regreso al silencio
- Prohibido pisar las nubes